# Doug Dye
Douglas Winton Dye (* 12. Juli 1921; † 18. Dezember 2005) war ein neuseeländischer Mikrobiologe.

## Biografie
Dye graduierte 1944 mit dem Bachelor of Agricultural Science an dem Massey Agricultural College. Er begann 1946 am DSIR zu arbeiten. und befasste sich die ersten zehn Jahre seines Berufslebens als Pathologe mit pathogenen Bakterien an Nutzpflanzen in Neuseeland. Von 1956 bis 1958 studierte der in Edinburgh und graduierte mit einer Arbeit zu der Taxonomie der Gattung Xanthomonas zum PhD. Diese Arbeit zeigte das Fehlen einer phänotypischen Diversität zwischen spezifischen Pathogenen in dieser Gattung. Dies führte zu der international für bei Pflanzen krankheiterregenden Bakterien gebräuchlichen Pathovar-Nomenklatur.
Er klärte die Verwandtschaftsverhältnisse der durch die Gattungen Erwinia und Corynebacterium repräsentierten Bakteriengruppen. Dye arbeitete in mehreren Committees zur Taxonomie der Bakterien, darunter im International Committee on the Systematics of Bacteria. Er war an der vollständigen Revision der Bakteriennamen in der Approved Lists of Names of Bacteria beteiligt. Im Committee on Taxonomy of Plant Pathogenic Bacteria der International Society of Plant Pathologists entwickelte er die International Standards for Naming Pathovars (Internationale Standards zur Benennung von Pathovaren). Von 1979 bis 1983 war er Leiter dieses Komitees.
Ab den  späten 1960er Jahren war er Leiter einer wachsenden bakteriologischen Abteilung des Bereiches Pflanzenkrankheiten des DSIR. Dyes  seit 1951 angelegte Sammlung von Bakterienkulturen entwickelte sich zur heutigen ICMP culture collection, die bei Landcare Research in Tamaki aufbewahrt wird.
Er emeritierte im Dezember 1983 und starb am 18. Dezember 2005.

## Auszeichnungen
- Ehrenmitglied der New Zealand Microbiological Society (1984)[2]
- Benennung einer Gattung der Proteobacteria nach seinem Namen: Dyella
- Namensgeber der Sammlung und der bakteriologischen Laboratorien (D.W. Dye Microbiology Laboratory) von Landcare im Auckländer Vorort  Tamaki (August 2004,[2] Dye war bei der Namensgebung anwesend)